# Bernardino de Campos
Bernardino de Campos là một đô thị ở bang São Paulo của Brasil.

### Dữ liệu dân số theo điều tra dân số năm 2000
Tổng dân số: 10.720
- Dân số thành thị: 9.326
- Dân số nông thôn: 1.394
- Nam giới: 5.315
- Nữ giới: 5.405

Mật độ dân số (người/km²): 43,93
Tỷ lệ tử vong trẻ sơ sinh dưới 1 tuổi (trên một triệu người): 16,30
Tuổi thọ bình quân (tuổi): 70,99
Tỷ lệ sinh (số trẻ trên mỗi bà mẹ): 2,24
Tỷ lệ biết đọc biết viết: 89,53%
Chỉ số phát triển con người (HDI-M): 0,779
- Chỉ số phát triển con người - Thu nhập: 0,711
- Chỉ số phát triển con người - Tuổi thọ: 0,766
- Chỉ số phát triển con người - Giáo dục: 0,860

(Nguồn: IPEADATA)

### Sông ngòi
- Sông Paranapanema
- Rio Pardo

### Transporte
- Empresa Auto Ônibus Manoel Rodrigues
- Empresa Auto Ônibus Rápido Rio Pardo
- Empresa Auto Ônibus Princesa do Norte

### Các xa lộ
- SP-270
- SP-303